# Стоволл (Північна Кароліна)
Стоволл (англ. Stovall) — місто (англ. town) в США, в окрузі Ґранвілл штату Північна Кароліна. Населення — 324 особи (2020).

## Географія
Стоволл розташований за координатами 36°26′51″ пн. ш. 78°34′8″ зх. д. / 36.44750° пн. ш. 78.56889° зх. д. (36.447546, -78.568892).  За даними Бюро перепису населення США в 2010 році місто мало площу 2,71 км², уся площа — суходіл.

## Демографія
Згідно з переписом 2010 року, у місті мешкало 418 осіб у 170 домогосподарствах у складі 114 родин. Густота населення становила 154 особи/км².  Було 191 помешкання (70/км²).
Расовий склад населення:
| - 54,5 % — білих - 41,4 % — чорних або афроамериканців - 0,2 % — корінних американців - 0,2 % — азіатів - 2,4 % — осіб інших рас |

До двох чи більше рас належало 1,2 %. Частка іспаномовних становила 3,8 % від усіх жителів.
За віковим діапазоном населення розподілялося таким чином: 24,6 % — особи молодші 18 років, 55,8 % — особи у віці 18—64 років, 19,6 % — особи у віці 65 років та старші. Медіана віку мешканця становила 41,5 року. На 100 осіб жіночої статі у місті припадало 96,2 чоловіків;  на 100 жінок у віці від 18 років та старших — 90,9 чоловіків також старших 18 років.
Середній дохід на одне домашнє господарство  становив 43 988 доларів США (медіана — 37 000), а середній дохід на одну сім'ю — 49 867 доларів (медіана — 39 375). Медіана доходів становила 32 000 доларів для чоловіків та 43 750 доларів для жінок. За межею бідності перебувало 14,4 % осіб, у тому числі 21,0 % дітей у віці до 18 років та 10,0 % осіб у віці 65 років та старших.
Цивільне працевлаштоване населення становило 156 осіб. Основні галузі зайнятості: виробництво — 17,9 %, освіта, охорона здоров'я та соціальна допомога — 17,9 %, транспорт — 16,0 %.